# Вірджинія Гамфріс-Девіс
Вірджинія Гамфріс-Девіс (англ. Virginia Humphreys-Davies; нар. 6 січня 1972) — колишня британська тенісистка.
Найвищу одиночну позицію світового рейтингу — 357 місце досягла 6 квітня 1992, парну — 239 місце — 11 травня 1992 року.
Здобула 4 парні титули.

## Фінали ITF
| Легенда         |
| --------------- |
| турніри $25,000 |
| турніри $10,000 |

### Одиночний розряд: 2 (0–2)
| Результат | Ранг | Дата          | Турнір                         | Покриття | Суперниця        | Рахунок     |
| --------- | ---- | ------------- | ------------------------------ | -------- | ---------------- | ----------- |
| Поразка   | 1.   | 16 липня 1989 | Дублін, Ірландія               | Трава    | Барбара Гріффітс | 5–7, 6–7(4) |
| Поразка   | 2.   | 15 липня 1991 | Фрінтон-он-Сі, Велика Британія | Трава    | Емманюель Дерлі  | 3–6, 3–6    |

### Парний розряд: 7 (4–3)
| Результат | Ранг | Дата              | Турнір                         | Покриття | Партнерка          | Суперниці                           | Рахунок       |
| --------- | ---- | ----------------- | ------------------------------ | -------- | ------------------ | ----------------------------------- | ------------- |
| Перемога  | 1.   | 19 лютого 1990    | Манчестер, Велика Британія     | Килим    | Мішель Андерсон    | Габі Горенгель Амі ван Бюрен        | 6–2, 6–2      |
| Поразка   | 1.   | 13 січня 1991     | Мідленд (Техас), США           | Тверде   | Луціє Лудвіґова    | Джессіка Еммонс Бетсі Сомервілл     | 4–6, 6–4, 2–6 |
| Поразка   | 2.   | 29 квітня 1991    | Бейзінгстоук, Велика Британія  | Тверде   | Валда Лейк         | Керолайн Біллінгем Леслі О'Галлоран | 5–7, 6–3, 4–6 |
| Перемога  | 2.   | 21 липня 1991     | Фрінтон-он-Сі, Велика Британія | Трава    | Керолайн Біллінгем | Елісон Сміт Кейті Рікетт            | 6–3, 6–1      |
| Перемога  | 3.   | 24 листопада 1991 | Okada, Нігерія                 | Тверде   | Керолайн Біллінгем | Аманда Еванс Аурора Джима           | 1–6, 6–4, 6–4 |
| Перемога  | 4.   | 1 березня 1992    | Яффа, Ізраїль                  | Тверде   | Джейн Вуд          | Курегян Каріна Халатян Аїда         | 6–4, 6–3      |
| Поразка   | 3.   | 29 листопада 1992 | Рамат-га-Шарон, Ізраїль        | Тверде   | Джейн Вуд          | Курегян Каріна Халатян Аїда         | 4–6, 6–3, 4–6 |